# El Puma (Editorial Marco)
El Puma fue una colección de cuadernos de aventuras publicada por Editorial Marco entre 1946 y 1953, con tres series sucesivas.

## Serie de 1946
La serie original de El Puma constó de 24 números, todos obra de Boixcar.

## Primera serie: 1952
En 1952, el guionista Joaquín Berenguer Artés y el dibujante Juan Martínez Osete produjeron la que se conoce como primera serie del personaje (aunque en realidad se trate de la segunda), compuesta por 60 números.

## Segunda serie: 1953
Otros 60 números, también realizados por J.B. Artés y Osete.